# Ranalisma
Ranalisma là chi thực vật có hoa trong họ Alismataceae.

## Các loài
- Ranalisma humile (Rich. ex Kunth) Hutch., 1936
- Ranalisma rostrata Stapf, 1900 (đồng nghĩa: Echinodorus ridleyi, Echinodorus rostratus): Mũi vàng